# 映画のレイティングシステム
映画のレイティングシステム（えいがのレイティングシステム、英語: film rating system）とは、映画鑑賞の際にその映画を見ることができる年齢制限の枠、およびその規程。
先進国を中心に多くの国で規程されており、日本では映画倫理機構（映倫）が審査を行っている。

## 各国の比較
各国または各地域で現在使用されているレイティングシステムの分類・規程の比較を下記の表で示す。配色は、同様なものを示す。
- G（General audiences）=全年齢の観客
- PG（Parental guidance）=保護者の同伴および助言が必要
- R（Restricted）=観覧制限

| 国や地域・団体/年齢                      | 1                     | 2                     | 3                     | 4                     | 5                     | 6                     | 7                     | 8                     | 9                     | 10                    | 11                    | 12                    | 13                    | 14                    | 15                    | 16                    | 17                    | 18+           | 備考 |
| ---------------------------------------- | --------------------- | --------------------- | --------------------- | --------------------- | --------------------- | --------------------- | --------------------- | --------------------- | --------------------- | --------------------- | --------------------- | --------------------- | --------------------- | --------------------- | --------------------- | --------------------- | --------------------- | ------------- | --- |
| 日本・映倫                               | G                     | G                     | G                     | G                     | G                     | G                     | G                     | G                     | G                     | G                     | G                     | PG12                  | PG12                  | PG12                  | R15+                  | R15+                  | R15+                  | R18+          | |
| 韓国・映画物等級委員会                   | ALL                   | ALL                   | ALL                   | ALL                   | ALL                   | ALL                   | ALL                   | ALL                   | ALL                   | ALL                   | ALL                   | 12                    | 12                    | 12                    | 15                    | 15                    | 15                    | 19            | |
| アメリカ合衆国・MPA                      | G                     | G                     | G                     | G                     | G                     | G                     | G                     | G                     | G                     | G                     | G                     | G                     | PG-13                 | PG-13                 | PG-13                 | PG-13                 | R                     | NC-17         | |
| アメリカ合衆国・MPA                      | PG                    |                       |                       |                       |                       |                       |                       |                       |                       |                       |                       |                       | PG-13                 | PG-13                 | PG-13                 | PG-13                 | R                     | NC-17         | |
| カナダ・ケベック州以外の 映画等級委員会  | G                     | G                     | G                     | G                     | G                     | G                     | G                     | G                     | G                     | G                     | PG                    | PG                    | PG                    | 14A                   | 14A                   | 14A                   | 18A                   | R/A           | 州ごとの規程であるが、大きく分けてケベック州とそれ以外の州で異なるレーティングを使用している。PGは年齢制限なし。                                                  |
| カナダ・ケベック州                       | G                     | G                     | G                     | G                     | G                     | G                     | G                     | G                     | G                     | G                     | G                     | G                     | 13+                   | 13+                   | 13+                   | 16+                   | 16+                   | 18+           | |
| メキシコ・RTC                            | AA                    | AA                    | AA                    | AA                    | AA                    | AA                    | A                     | A                     | A                     | A                     | A                     | B                     | B                     | B                     | B-15                  | B-15                  | B-15                  | C/D           | |
| ブラジル・MJ/DEJUS                       | ER / L                | ER / L                | ER / L                | ER / L                | ER / L                | ER / L                | ER / L                | ER / L                | ER / L                | 10                    | 10                    | 12                    | 12                    | 14                    | 14                    | 16                    | 16                    | 18            | |
| イギリス・BBFC                           | U                     | U                     | U                     | U                     | U                     | U                     | U                     | PG                    | PG                    | PG                    | PG                    | 12/12A                | 12/12A                | 12/12A                | 15                    | 15                    | 15                    | 18/ R18       | 誰でもPGや12Aの映画を見ることができるが、それぞれ8歳以下または12歳以下の子供には適さないコンテンツが含まれていると親への注意が喚起されている。                    |
| アイルランド・アイルランド映画分類事務所 | G                     | G                     | G                     | G                     | G                     | G                     | G                     | PG                    | PG                    | PG                    | PG                    | 12/12A                | 12/12A                | 12/12A                | 15/15A/16             | 15/15A/16             | 15/15A/16             | 18            | 誰でもPGや12Aの映画を見ることができるが、それぞれ8歳以下または12歳以下の子供には適さないコンテンツが含まれていると親への注意が喚起されている。                    |
| ドイツ・FSK                              | 0                     | 0                     | 0                     | 0                     | 0                     | 6                     | 6                     | 6                     | 6                     | 6                     | 6                     | 12                    | 12                    | 12                    | 12                    | 16                    | 16                    | 18            | |
| ポーランド・KRRiT                        | BO                    | BO                    | BO                    | BO                    | BO                    | BO                    | 7                     | 7                     | 7                     | 7                     | 7                     | 12                    | 12                    | 12                    | 15                    | 15                    | 15                    | 18/21         | 7は「公式の」レイティングとは考えられていない。 |
| フィンランド・VET/SFB                    | K-3                   | K-3                   | K-3                   | K-3                   | K-3                   | K-3                   | K-7                   | K-7                   | K-7                   | K-7                   | 11+                   | 11+                   | 11+                   | 11+                   | 15+                   | 15+                   | 15+                   | 18+           | 3歳以下の子供はK-3から15+の作品は保護者同伴でないと見ることができない。                                                                                           |
| ウクライナ・国家映画庁                   | ДА（CA） ＜子供対象＞ | ДА（CA） ＜子供対象＞ | ДА（CA） ＜子供対象＞ | ДА（CA） ＜子供対象＞ | ДА（CA） ＜子供対象＞ | ДА（CA） ＜子供対象＞ | ДА（CA） ＜子供対象＞ | ДА（CA） ＜子供対象＞ | ДА（CA） ＜子供対象＞ | ДА（CA） ＜子供対象＞ | ДА（CA） ＜子供対象＞ | 12                    | 12                    | 12                    | 12                    | 12                    | 16                    | 18            | |
| ウクライナ・国家映画庁                   | ЗА（GA） ＜一般対象＞ |                       |                       |                       |                       |                       |                       |                       |                       |                       |                       | 12                    | 12                    | 12                    | 12                    | 12                    | 16                    | 18            | |
| 中国・香港・通訊局                       | I                     | I                     | I                     | I                     | I                     | I                     | I                     | I                     | I                     | I                     | I                     | I                     | IIA                   | IIA                   | IIB                   | IIB                   | IIB                   | III           | 18歳以上のみカテゴリーIIIの映画を見ることが許されている。 |
| 中国・マカオ・文化局                     | A                     | A                     | A                     | A                     | A                     | A                     | A                     | A                     | A                     | A                     | A                     | A                     | A                     | B                     | B                     | B                     | B                     | D             | |
| 中国・マカオ・文化局                     | B                     |                       |                       |                       |                       |                       |                       |                       |                       |                       |                       |                       |                       | B                     | B                     | B                     | B                     | D             | |
| 中国・マカオ・文化局                     | C                     | C                     | C                     | C                     | C                     | C                     | C                     | C                     | C                     | C                     | C                     | C                     | C                     | C                     | C                     | C                     | C                     | D             | |
| 台湾・文化部影視局                       | 普遍級 （普）         | 普遍級 （普）         | 普遍級 （普）         | 普遍級 （普）         | 普遍級 （普）         | 保護級 （護）         | 保護級 （護）         | 保護級 （護）         | 保護級 （護）         | 保護級 （護）         | 保護級 （護）         | 輔導十二歲級 （輔12） | 輔導十二歲級 （輔12） | 輔導十二歲級 （輔12） | 輔導十五歲級 （輔15） | 輔導十五歲級 （輔15） | 輔導十五歲級 （輔15） | 限制級 （限） | 保護級の作品は保護者または教師の同伴が必要。 |
| オーストラリア・ACB                      | G                     | G                     | G                     | G                     | G                     | G                     | G                     | G                     | G                     | G                     | G                     | G                     | G                     | G                     | M                     | M                     | M                     | R18+/ X18+    | MA15+とR18+とX18+は法律で制限されている。R18+やX18+よりさらに上位に審査拒否の「RC」が存在し、これに該当した場合、オーストラリア国内での上映そのものが禁止される。 |
| オーストラリア・ACB                      | PG                    | PG                    | PG                    | PG                    | PG                    | PG                    | PG                    | PG                    | PG                    | PG                    | PG                    | PG                    | PG                    | PG                    | MA15+                 | MA15+                 | MA15+                 | R18+/ X18+    | MA15+とR18+とX18+は法律で制限されている。R18+やX18+よりさらに上位に審査拒否の「RC」が存在し、これに該当した場合、オーストラリア国内での上映そのものが禁止される。 |
| ニュージーランド・OFLC                   | G                     | G                     | G                     | G                     | G                     | G                     | G                     | PG                    | PG                    | PG                    | PG                    | PG                    | R13                   | R13                   | R15                   | R16                   | R16                   | R18           | 全年齢でMの作品は見ることができるが、「16歳以上により適したコンテンツである」として、親への注意が喚起されている。                                                 |
| ニュージーランド・OFLC                   | G                     | G                     | G                     | G                     | G                     | G                     | G                     | PG                    | PG                    | PG                    | PG                    | PG                    | M                     |                       |                       |                       |                       | R18           | 全年齢でMの作品は見ることができるが、「16歳以上により適したコンテンツである」として、親への注意が喚起されている。                                                 |

## 日本
映倫維持委員会（映画業界内で構成）が定め、第三者機関である一般財団法人映画倫理機構が実施・管理する映画倫理規程（通称：映倫規程）がレーティングの際に用いられる。
日本においては、1950年代に上映された「太陽族映画」が非倫理的として非難を受け、映画業界の関係者で構成された映画倫理規程管理委員会（旧映倫）にも審査が甘いとして批判された過去がある。この反省として、外部の有識者による審査機関・映倫管理委員会が設立された。しばらくの間は「一般映画」と「成人映画」に分かれていたが、1974年に公開されたソフトポルノ作品『エマニエル夫人』が物議をかもしたことがきっかけで、「一般映画」と「成人映画」の間の区分が欲しいという声が上がり、1976年より、中学生以下の鑑賞には成人保護者の同伴が必要となる一般映画制限付（R指定）が導入された。その後、残酷な描写をうりとした日本国外製のホラー映画の上映が相次いだことで子どもへの影響が懸念され、日本国外にも似たレイティングが存在していたことから、1998年5月には新たにPG-12指定が導入されたほか、既存のレイティングもそれぞれG（一般向け）、R-15指定（一般映画制限付）、R-18指定（成人指定）に名称が変更された。さらに2009年5月には「映倫の大改革」に伴い、下記のように区分名称が変更され、同時に区分ごとに区分表示マークの色分けが実施された。
かつては性的シーンの有無が重要な判断要素とされていたが、神戸連続児童殺傷事件などの猟奇的な犯罪事件の発生を踏まえ、1990年代以降は犯罪や差別行為などに関する描写も重要な判断要素の1つとなってきている。また、PG12指定された2020年のアニメ映画『劇場版 鬼滅の刃 無限列車編』の大ヒットにより、このレイティングの認知度が上がったと映画倫理機構の専務理事・事務局長（2020年時点）の石川知春は業界誌「文化通信ジャーナル」とのインタビューの中で話している。
2006年7月に設置された映像コンテンツ倫理連絡会議で、ビデオ（DVD/Blu-ray Discなど）作品やゲームソフト（コンピュータゲームのレイティングシステム）等とのレイティングの審査基準・表示の統一化が検討されており、将来的に審査区分が変更される可能性がある。

### 区分

#### 現行の区分
2009年5月より。

##### G
全ての年齢層が鑑賞可能な区分。軽度の暴力や犯罪は容認される。1998年5月以前の一般指定及び1998年5月 - 2009年4月末までの一般指定を改定したものに相当する。区分表示マークの色はグリーン（緑色）。GはGeneral Audience（全ての観客）の略号。

##### PG12
12歳未満（小学生以下）の鑑賞には、成人保護者の助言や指導が適当とされる区分のこと。1998年5月から2009年4月末まで導入されていたPG-12指定を改訂したものに相当する。区分表示マークの色はスカイブルー（水色=明るい青色）。PGはParental Guidance（親の指導・助言）の略号。
性・暴力・残酷・麻薬などの描写や、未成年役の飲酒・たばこ・自動車運転、ホラー映画など、小学生が真似をするおそれの高い映画がこの区分の対象になる（アニメ映画に関しても同様）。地上波放送の場合CS放送とは異なりG指定と同様に扱われるケースが多く、新聞や雑誌の番組表にも「PG12指定」と表記されない。
『仮面ライダー THE NEXT』『劇場版 鬼滅の刃 無限列車編』（日本）『ボーイズ・ドント・クライ』『バイオハザード』『フレイルティー 妄執』（以上米国）などは、ほとんどの国でR15+相当またはR18+相当に指定されたが、日本ではPG12指定となった。またビデオ映画（アニメ→OVAも含む）では、『テディです! TEDDY DEATH』（英国）が現在のところ唯一PG12に指定（自主規制）された作品となっている。

##### R15+
15歳未満の入場・鑑賞を禁止する区分のこと。区分表示マークの色はマゼンタ（赤紫）。RはRestricted（観覧制限）の略号。15禁とも俗称される。
1998年5月以前の一般映画制限付及び1998年5月 - 2009年4月末までのR-15指定を改定したものに相当する。
これまでと同様にPG12より刺激が強いものに加え、いじめ描写（『コックリさん (2004年の映画)』等）や暴力（ODS先行上映が行われたOVA『コープスパーティーTS』等）も審査の対象になる。また放送禁止用語を使用した作品（『寝ずの番』『座頭市』等）や、北野武監督作品（『アウトレイジ』シリーズ等）を筆頭とする暴力団もの、偽造犯罪（『スワロウテイル』等）を題材にした作品も対象となる。
極まれに地上波放送（主に深夜帯）されることもあるが、その場合は新聞や雑誌の番組表に「R-15指定」または「R15+指定」と表記され、当該シーンがカットされる。

##### R18+
18歳未満の入場・鑑賞を禁止する区分のこと。いわゆる18禁や成人映画と呼称される。区分表示マークの色はレッド。
1998年5月以前の成人映画及び1998年5月 - 2009年4月末までのR-18指定を改定したものに相当する。
これまでと同様にR15+に加え、著しく性的感情を刺激する行動描写や著しく反社会的な行動や行為、麻薬・覚醒剤の使用を賛美するなど極めて刺激の強い表現が審査の対象となる。
指定された作品例として『丑三つの村』（初回上映の際に）『シャブ極道』『私の奴隷になりなさい』（以上日本）『屋敷女』『アデル、ブルーは熱い色』（以上フランス）『ウルフ・オブ・ウォールストリート』『ニンジャアサシン』（以上米国）などが挙げられる。
このレイティングに指定された映画は地上波テレビで放送できない上に、広告やCMでの宣伝が不可能に等しくなり、公開する映画館が大幅に減少する場合が多い。

#### 審査適応区分外
R18+よりも過激な描写が収録されている映画は、映倫より審査適応区分外として扱われ、全国興行生活衛生同業組合連合会加盟の映画館での上映を断られる。そのため、オリジナルビデオでリリース（『オールナイトロング2』等）されたり、映倫の審査を通過していない作品も上映できる非加盟のミニシアターで上映（『インプリント〜ぼっけえ、きょうてえ〜』等）されることとなる。
なお、成人向けビデオアニメやアダルトビデオ、残酷ビデオ、児童ポルノを含む作品の上映は映倫の規程により禁止されている。

#### 旧区分

##### 一般指定
全ての年齢層が鑑賞可能な指定のこと。一般映画とも呼ばれる。
名称は2009年5月よりGに変更された。

##### 一般映画制限付
15歳未満（中学生以下）の入場・鑑賞を禁止する目的で、1976年に導入された指定のこと。R指定とも呼ばれる。
1998年5月にはR-15指定へ、2009年5月にはR15+へ名称変更された。
後述するアメリカ合衆国の映画区分であるR（Restricted）を参考にして導入された区分でありR指定のRはそれにちなむ。また、「制限付」は「Restricted」を直訳したもの。
当初はアメリカと同様に保護者同伴に限り観賞可能だったが、多数の映画館で守られず、翌年からは保護者同伴でも入場・鑑賞も禁止される事態となった。なお、日本映画のR指定第1号は『任侠外伝 玄界灘』、外国映画の第1号は『スナッフ/SNUFF』である。
前述のように、この区分は1998年に廃止され、現在はR15+に名称は変更されているため、現在の日本映画界にR指定と呼ばれる区分は存在しないが、現在はR指定という名称が一人歩きして前述のR15+やR18+のような年齢制限のある区分の総称として、便宜的にR指定の名称が用いられる場合が多い。そもそもR指定とは複数ある区分の一つに過ぎないため、誤用である。
また、日本映画界でR指定という区分が有名無実となった現在はR指定のRの意味が区分を意味するレイティングの英語表記であるRatingの頭文字だとしてR指定という名称が映画区分全体を指す総称であるかのように言われることもある。しかし、前述したようにこの区分の略称であるRはアメリカ合衆国の映画区分であるRと同様Restrictedの頭文字であるため、これも誤用である。

##### 成人指定
18歳未満の入場・鑑賞を禁止する指定のこと。成人映画とも呼ばれる。
名称は、1998年5月にはR-18指定へ、2009年5月にはR18+へ変更された。

### 日本の指定一覧
- PG-12指定の映画一覧
- R-15指定の映画一覧
- R-18指定の映画一覧
- 制限指定のアニメ一覧

### 年齢・学年による入場制限
映画館側の判断で、映画の内容に関わらず、都道府県ごとに定められた青少年健全育成条例や自主規制により入場制限が実施される。
上映館によりルールは異なり、夜間（19時～翌日の閉館まで）も上映する場合、「18歳未満」または「高校生と18歳未満」入場不可としている場合もある。
- 16歳未満の者は保護者同伴でないと入場できない
  - 終演が19時を過ぎる上映回 - 大阪府
- 18歳未満の者は保護者同伴でないと入場できない
  - 終演が23時を過ぎる上映回 - 島根県、宮城県など複数の都道府県
  - 終演が22時を過ぎる上映回 - 岐阜県、高知県、和歌山県、沖縄県
  - 終演が20時を過ぎる上映回 - 山口県
- 18歳未満の者は（保護者同伴でも）入場できない
  - 終演が22時を過ぎる上映回 - 大阪府、群馬県、三重県
  - 終演が23時を過ぎる上映回 - 大阪府、群馬県、三重県以外
- 14歳未満の者は保護者同伴でも入場できない
  - 終演が22時を過ぎる上映回 - 和歌山県

ユナイテッド・シネマグループでは、自主規制により「3歳未満入場可」のマークがない作品は、基本的に3歳未満の幼児は（保護者同伴であっても）入場できない。

## アメリカ合衆国
1968年11月1日導入。モーション・ピクチャー・アソシエーション（MPA）が審査を行う。レイティングを受けることは任意だが、アメリカの多くの映画館が加盟する劇場連盟はMPAAがレイティングした映画しか上映できない規程となっている。なお、1968年11月以前の映画は「上映承認」か「上映非承認」のみが審査されていた。レーティングを受けていなかった映画はそのままレーティング無しのものと再レーティングされたものがある。例えば（『サイコ（1960年公開）は「承認」だったが、1968年11月にM指定（PG指定相当）に、1984年にR指定に変更された。
アメリカの映画・テレビ番組では、性描写や暴力シーンと並んで卑語についても非常に制限が厳しい。性的な描写や含みがなくても、単に罵りなどで「Fuck」を1回使うだけでPG-13指定は免れず、2回以上使えばR指定される。言い換えとして、『Farscape』の「frell」や『Battlestar Galactica』の「frack」のような独自の隠語も生まれた。
また、映画内でのドラッグ（薬物）の使用に関しても大変厳しく、そのような場面があれば、最低でもPG-13指定になる。一方で喫煙シーンに関しては、レイティングが無頓着であることが指摘されていたが、2007年に喫煙シーンが多い場合はレイティング指定を行う新基準を発表した。ただし、それ以前から一定の配慮はされている（例として、1984年の『ゴーストバスターズ』では喫煙シーンがあるが、1989年の『ゴーストバスターズ2』では喫煙シーンがない）。

### 現行の区分とその指定基準
以下は2006年度の基準。

#### G（General Audiences）
全年齢に適している。
ただし、時代によってMPAAの審査員の判断も異なり、例えば『猿の惑星』（1968年版）はG指定（1969年のレーティング。1968年2月公開の同映画は「承認（Approved）」という審査のみ）だが、主人公がラストシーンで卑語を連発するため、後年のテレビ放送では、同シーンのセリフの大部分がカットされている。

#### PG（Parental Guidance Suggested）
視聴（入場）制限はないが、子供に見せる前に保護者が内容を検討することを提案したもの。保護者の教育方針によっては、子供に適さないと考えられる内容を含む可能性がある作品。
実際に子供に見せるべきか否かの判断は保護者の判断に委ねられており、保護者によっては問題ないと判断したり、「保護者の監督」の提案自体を無視することもある。単なる注意喚起であり、日本の映倫なら「一般向け」とされる可能性も高い。例えば『E.T.』や『シュレック』、『Mr.インクレディブル』、『君の名は。』はPG指定になっている。
G以外では最も弱い警告であり、問題になる要素があるというより、問題は蓋然的なレベルに留まる（明白に問題になる要素はない）という逆の意味の保証ともなる。例えば恋愛物でPG指定なら、日本で言う「成人向け要素」（濃厚なキスシーン）はない。子供に見せてよいかどうか慎重に検討すべき作品ならPG-13以上になるからである。

#### PG-13（Parents Strongly Cautioned）
視聴（入場）制限はないが、13歳未満（12歳以下）の子供の観賞については、保護者の厳重な注意が必要。
暴力・恐怖表現・ヌード・卑語などを含むが、マイルドであるもの。その他、何らかの意味で12歳以下に向いていない内容を含む可能性がある作品。PG指定の『インディ・ジョーンズ/魔宮の伝説』や『グレムリン』が、多くの子供に恐怖感を与えたことがきっかけとなり、1984年7月より導入された。
「13歳なら見ても問題ない」「13歳以上にとっては適している（有益）」という判断であり、日本で言う「青少年に有害」などの観点とは異なる。
ティーンエイジャーを主な観客層に想定している作品では、PG指定が可能でも、「幼稚な映画作品」と看做されて観覧を回避されないようにするために、わざとPG-13指定を狙う場合がある。
なお同一シリーズ内でも、作品によってレイティングが変わる場合がある。例えばハリー・ポッターシリーズは、第1 - 3、6作はPG指定、それ以外はPG-13指定となっている。また、スター・ウォーズシリーズはエピソード1、2、4 - 6、アニメ版はPG指定、それ以外はPG-13指定になっている。

#### R（Restricted）
17歳未満の観賞は保護者の同伴が必要。映画紹介等でR指定と言われるものは通常このレイティングを指すが、前述した日本映画での旧区分である一般映画制限付の略称もR指定であるため、区別が必要になる。
卑語、激しい暴力、ヌード、薬物乱用など、成人向け要素を確実に含むと判断されたもの。子供の喫煙、拳銃発砲、無許可の外泊などにも厳しく、それらを扱った『スタンド・バイ・ミー』はR指定となった。保護者には単に同伴が要求されるだけでなく、この作品を見せてよいかどうか慎重に検討することも強く求められる。人を殺害するような多くのアクション映画はここに分類される。また「Fuck（ファック）」を2回以上発するとジャンル、描写に関わらずR指定に分類される。
『レインマン』では主人公が22回もの「Fuck（ファック）」を使い、また性的描写も含むため、R指定となった。
単純計算では、年齢指定が低いほど多くの観客数を見込めることになるため、性的・暴力的な描写を減らしたり、そのような印象を与える工夫を加えることがある。また、配給会社がR指定を不服として抗議することもある。『ソラリス』（2002年版）は、主役の「ジョージ・クルーニーの臀部が映っている」という理由でR指定を受けたが、配給会社が抗議し最終的にPG-13指定に落ち着いた。

#### NC-17（No one 17 and under admitted / Adults only）
17歳以下の観賞を全面的に禁止したもの。
極めて暴力的な映画や性描写が著しい映画。1990年までの「X指定」に該当し、日本のR18+に相当する。映画館によっては身分証明書が必要で、上映しない映画館も少なくない。
当初は17歳「未満」として、16歳以下の観賞を禁止していたが、1996年に区分名はそのままで、17歳「以下」と、対象年齢が1歳引き上げられた。旧区分のNC-17はNo children under 17の略号である。
NR （Not Rated） / Unrated
指定なし。自主映画や限定公開作品の場合、MPAAの審査を受けず、NRになることがある。
コンサートなどの特別イベントを映画館で日時限定で中継・公開する場合や、IMAX専用に作られる作品（自然ドキュメンタリーなどの中編映画）も、おおむねこの区分になる。
劇場公開された作品がDVD・ブルーレイ化される際に「ディレクターズカット（Director's Cut）」や「エクステンデッドエディション（拡大版・拡張版／Extended Edition）」などと銘打ち、MPAAの審査を受けていない（「Unrated」の）特別版・再編集版が収録されることがある。その場合、パッケージには「Not Rated」と記載され、「オリジナル版の映画レーティングとは異なります」と添え書きされている。

### アメリカの指定一覧
- PG指定の映画一覧 （アメリカ合衆国）
- PG-13指定の映画一覧
- R指定の映画一覧 （アメリカ合衆国）
- NC-17指定の映画一覧

## イギリス
全英映像等級審査機構（BBFC）が倫理審査を行う。以下は劇場用映画の審査区分である。
- U（Universal） - 全年齢対象。
- PG（Parental Guidance） - 保護者同伴による視聴が望ましい。
- 12A（12 Accompanied/Advisory） - 12歳以上推奨、視聴の際は保護者の適切な指導が必要。
- 15 - 15歳以上推奨。
- 18 - 18歳以上推奨。
- R18（Restricted 18） - 18歳以上のみ対象。未成年者立入禁止の映画館のみで上映可能。
- R（Rejected） - 審査拒否。これに該当した場合はイギリス国内での上映そのものが禁止される。

## 韓国
映像物等級委員会（KMRB）が審査を行う。レーティングの配置は日本と類似している。
（전체관람가／ALL）
年齢に関係なく鑑賞できる（旧・年少者観覧可、日本のGレーティングのとおり）。
（12세이상관람가／intended for audiences 12 and over）
満12歳以上の者が鑑賞できる（旧・中学生以上観覧可、日本のPG12レーティングと比較できる。保護者が同伴すれば観覧可能）。
（15세이상관람가／intended for audiences 15 and over）
満15歳以上の者が鑑賞できる（旧・高校生以上観覧可、日本のR15+レーティングとは異なり、保護者が同伴すれば観覧可能になる）。
（청소년관람불가／R）
青少年（満19歳未満の者）は鑑賞できない（「19歳以上観覧可」とも呼ばれ、旧・年少者観覧不可、日本のR18+レーティングとは異なり、18歳の者は鑑賞できない）。
（제한상영가／Restricted Screening）
上映および広告、宣伝において一定の制限が必要な映画。指定された映画館で満19歳以上の者のみ鑑賞可能。
「12歳以上観覧可」「15歳以上観覧可」の場合、保護者同伴に限り制限年齢未満の者も入場できる。「青少年観覧不可」の場合は保護者が同伴しても観覧が不可、19歳以上でも高校に在学中の者も観覧できない。「制限上映可」の映画は指定された映画館でのみ上映できるが、現在の韓国には専用劇場が1か所もなく、レーティング審議の不要な映画祭でのみ上映できる。事実上の検閲でもあるため、2008年7月には憲法不合致判決を受けたが、現在も維持されている。

## 香港
1988年11月導入。政府が審査を行う。
現区分
- I - 全年齢対象。
- IIA - 子供の鑑賞には成人保護者の助言や指導が適当。
- IIB - 子供や青少年の鑑賞には成人保護者の助言や指導が適当。
- III - 18歳以上のみ対象（身分証での年齢確認あり）。

旧区分
- II - 子供の鑑賞には成人保護者の助言や指導が適当（1996年頃にIIA、IIBに分割）。

## マレーシア
1996年導入。マレーシア映画検閲委員会が検閲を行う。レイティングはテレビ番組にも適用される。
- U（Umum） - 全年齢対象。
- P12（Penjaga） - 12歳未満（小学生以下）の鑑賞には成人保護者の助言や指導が適当。2023年より導入。
- 13 - 13歳以上対象。
- 16 - 16歳以上対象。
- 18 - 18歳以上対象。

## ウクライナ
2006年導入。ウクライナ国家映画庁（ДАУзПК／Derzhkino）が審査を行う。レイティングはテレビ番組にも適用される。
現区分
- ДА（CA）（Дитяча аудиторія／Children's audience）

子ども対象。暴力やわいせつな描写が含まれていない作品であることを示す。
映倫またはACBの「G」・BBFCの「U」に相当。
- ЗА（GA／G）（Загальна аудиторія／General audience）

全年齢対象。
映倫またはACBの「G」・BBFCの「U」に相当。
- 12

12歳以上対象。 12歳未満（11歳以下）は保護者の助言や指導が適当。
映倫の「PG12」・BBFCの「PG」または「12A」・ACBの「PG」または「M」に相当。
- 16

16歳以上対象。16歳未満（15歳以下）は入場できない。
映倫の「R15+」・BBFCの「15」・ACBの「MA15+」に相当。
- 18

18歳以上対象。18歳未満（17歳以下）は入場できない。
この区分に指定された場合、映画館での上映は午後6時以降、テレビでの放送は午後10時以降に限定される。
映倫の「R18+」・BBFCの「18」または「R18」・ACBの「R18+」または「X18+」に相当。
- Відмовлено（審査拒否）（Denied）

国家映画庁による審査拒否。特にウクライナの独立を否定し、戦争・暴力・残虐行為・ファシズムを煽る内容が含まれている場合。
この区分に指定された場合、事実上ウクライナ国内での宣伝、公開、放送が禁じられる。
映倫の「R18+」・BBFCの「R18」または「Rejected」・ACBの「X18+」または「RC」に相当。
旧区分
- 14

14歳以上対象。14歳未満は成人・保護者が同伴する場合のみ入場できる。
映倫の「PG12」または「R15+」・BBFCの「12A」または「15」・ACBの「M」または「MA15+」に相当。
- X21

21歳以上対象、ポルノ映画であることを示す。21歳未満（20歳以下）は入場できない。

## ベトナム
ベトナムではもともとレイティングシステム自体がなかったものの、性や恐怖、ならびに暴力の表現を含む映画は公序良俗に反するとして劇場公開が認められてこなかったが、世界貿易機関（WTO）加盟後に映画法および検閲体制を改正し、年齢確認の必要なR指定が設けられた。16歳未満の閲覧を禁じるR-16指定第一号として越韓合作のホラー映画『Muoi（10）』が2007年に公開された。
ベトナム専門のニュースサイト「VIETJO」によると、映画の観客は16歳以上が大半であり、ベトナム人は珍しいものや新しいものを好む傾向にあるためだという。一方、この時点の検閲制度では表現の種類の区別がされていないため、性表現がないにもかかわらず観客に誤解されてしまうという指摘も映画関係者から寄せられており、ベトナムの文化スポーツ観光省映画局は2014年2月にR指定を細分化する方針を示した。
2017年1月1日から、レイティング制度が次の通りに改められた。
| 区分 | 説明                                               |
| ---- | -------------------------------------------------- |
| P    | 全年齢で鑑賞可                                     |
| C13  | 13歳以上対象。13歳未満（12歳以下）は入場できない。 |
| C16  | 16歳以上対象。16歳未満（15歳以下）は入場できない。 |
| C18  | 18歳以上対象。18歳未満（17歳以下）は入場できない。 |

これらの区分は映画の内容や各要素の度合いによって割り振られていると同時に、各要素が作品の内容にふさわしいかも判断基準となる。加えて、性や暴力表現の場合は、著しく長かったり繰り返しを含む場合は上映が認められない。薬物については作品内容にふさわしい、もしくは薬物使用・取引に反対する目的の場合のみ認められる。なお、文化スポーツ観光省映画局が2015年9月に発表したレイティング基準案においては、C18におけるセックスシーンの回数や長さについての規程が盛り込まれていたが、2017年の改正では削除されている。
また、喫煙描写に関しては2018年11月15日に発行した「通達第25号/2018/TT-BVHTTDL」にて、飲酒描写に関しては2020年1月1日施行のアルコール被害防止法制定にてそれぞれ制限されている。